# Accidente del hidroavión Cessna 208 de Hidroaviones del Rio Swan en 2025
El  7 de enero  del 2025, un hidroavión Cessna 208 Caravan 675 de "Swan River Seaplanes" con 7 personas a bordo que regresaba a su base en South Perth, Australia Occidental, a 19 millas (30 kilómetros) al este de la isla Rottnest, se estrelló durante el despegue de Thomson Bay, isla Rottnest, Australia Occidental . El avión impactó con su parte delantera el agua, y el piloto y 2 pasajeros murieron. Otros 3 pasajeros sobrevivieron con heridas y hubo un único pasajero restante que resultó ileso.   

## Aeronave

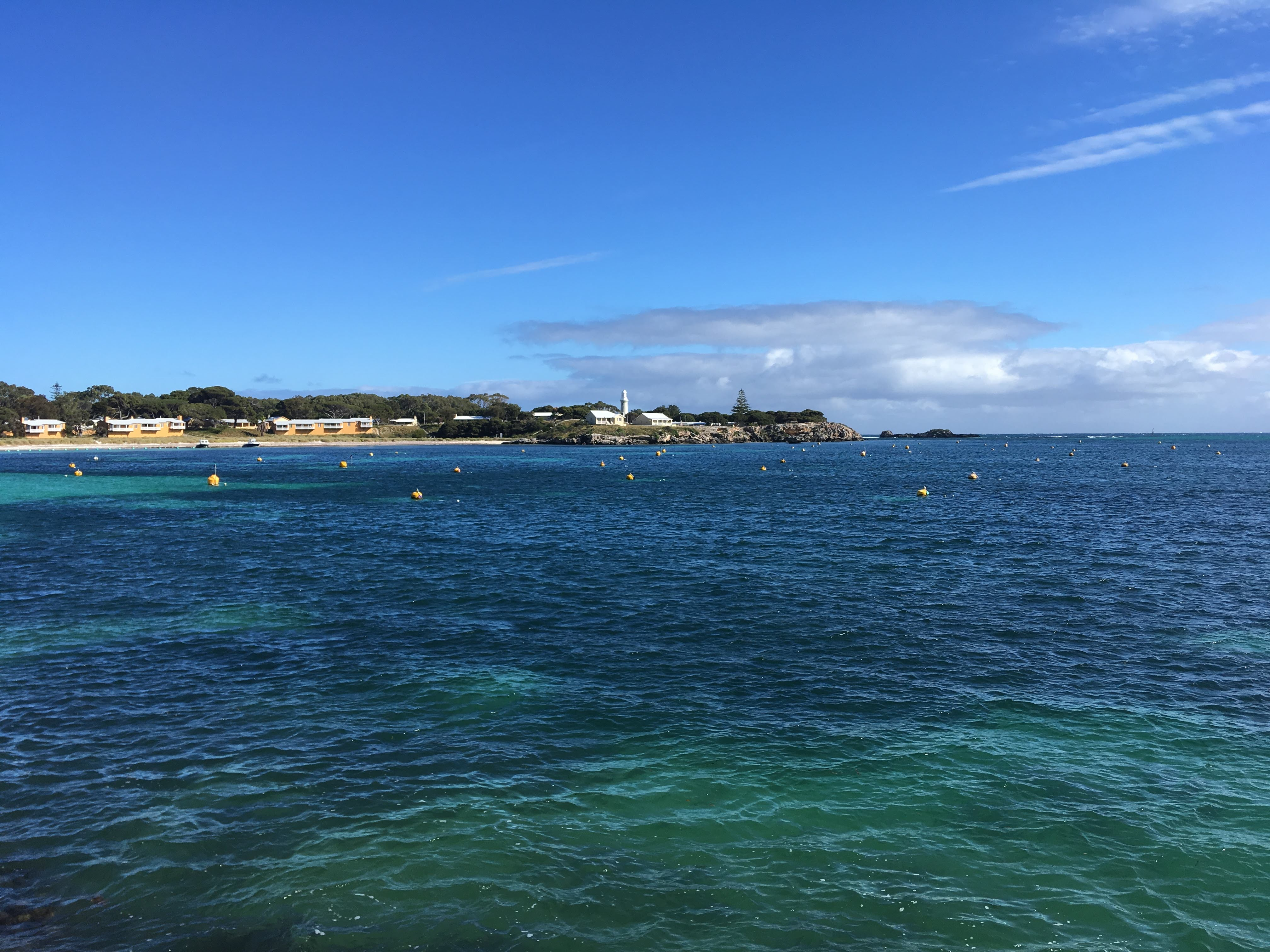
Bahía Thomson en la isla Rottnest, donde ocurrió el accidente

La aeronave involucrada en el accidente era un hidroavión Cessna 208 Caravan 675 de 9 años de antigüedad operado por "Swan River Seaplanes" con registro (WH-WTY). Antes del accidente, el avión se estrelló en el 2016, hiriendo a 11 personas en el proceso.  El avión fue transportado a Australia Occidental desde la costa este australiana apenas 7 días antes del accidente. 

### Pasajeros y tripulación
A bordo del avión había 7 tripulantes
- 6 pasajeros
- El piloto
Los pasajeros eran todos turistas, dos de cada uno de ellos procedentes de Suiza, Dinamarca y Australia. El piloto era un australiano de 34 años. Las 3 víctimas mortales fueron el piloto y 2 turistas, uno suizo y otro danés.  

## Accidente
El avión (El Hidroavion Cessna 208 Caravan 675) se estrelló al despegar de Thomson Bay en Rottnest Island alrededor de las 4:00. pm (Hora de Australia Occidental)  Se suponía que volaría al sur de Perth en Australia Occidental . Los videos del accidente muestran que la aeronave tuvo dificultades para ganar altitud y se inclinó hacia la izquierda durante el despegue para luego golpear el agua con su ala izquierda, dañandola y sumergirse 8 metros (9,7 yardas) de profundidad. Hay informes que no están confirmados de que el avión chocó contra una roca submarina en la entrada de la bahía durante el despegue, lo que provocó el accidente.   
Después del accidente, los sobrevivientes fueron rescatados , junto con las 3 personas heridas en el accidente fueron trasladadas en avión a un hospital de Perth. El 9 de enero de 2025 y una de las víctimas heridas fue dada de alta del hospital de Perth 

## Investigación
La Oficina Australiana de Seguridad del Transporte (ATSB) inició una investigación sobre el accidente para determinar la causa y envió equipos al lugar del accidente. Los equipos de rescate incluyeron barcos civiles, barcos de la policía, guardabosques, helicópteros y médicos del Royal Flying Doctor Service (RFDS). Los restos del avión fueron sacados del agua en la tarde de ese dia, serán llevados a Perth para una mayor investigación, y luego transferidos a un laboratorio en Canberra .  Los investigadores también están buscando dispositivos electrónicos que estaban a bordo del avión y que podrían proporcionar pistas sobre el accidente. 

## Secuelas
"Swan River Seaplanes"  (la compañía que operaba el avión) , dijo que estaban "desconsolados" y "devastados" por el accidente y que enviaron sus condolencias a las familias de las víctimas.  El primer ministro australiano, Anthony Albanese, expresó su profundo pesar por el accidente y también envió sus condolencias, al igual que el primer ministro de Australia Occidental, Roger Cook . 